# Heinrich Schachtebeck
Heinrich Schachtebeck   (Diemarden, 6 d'agost de 1886 - Leipzig, 12 de març de 1965) fou un violinista, director d'orquestra i professor universitari alemany.
Schachtebeck va assistir a la "Höhere Bürgerschule" de Göttingen i va rebre les seves primeres lliçons de violí amb Eduard Gustav Wolschke, el llavors director d'orquestra de la banda de la ciutat de Göttingen. Va estudiar de 1904 a 1905 violí amb Arno Hilf al conservatori de Leipzig. Després va rebre lliçons particulars de Walter Hansmann i va participar en concerts a la Gewandhaus de Leipzig. El 1908 es va convertir en violinista a l'"Orquestra Gewandhaus. El 1909 es va convertir en primer director de concerts al teatre de Leipzig. Des de 1911 fins a 1914 va ser director de direcció de la Philharmonic Winderstein-Orchestra". Schachtebeck va actuar del 1915 al 1932 com a 1r violinista del quartet de corda de Schachtebeck que va fundar (juntament amb Erich Waetzold (2n violí), Albert Patzak (viola) i Alfred Patzak (violoncel). Durant la Primera Guerra Mundial, va exercir de soldat.
Del 1929 al 1936 va ser professor a la Universitat de Leipzig, però va ser alliberat a causa del seu matrimoni amb la pianista d'Odessa i el "mig jueva" Augusta Schachtebeck-Sorocker († 1944), que formava part del quintet que va actuar a Girona l'any 1926. A més, el "Landestheater Altenburg" va anunciar la feina, que només podia ostentar amb permís especial, i així va ser a partir del 1944 sense feina permanent.
El 1945 es va convertir en director d'orquestra de l'Orquestra Simfònica de Leipzig i va participar en el Festival de Bayreuth. Del 1946 al 1948 va ser professor de violí i director d'actuació del conservatori de Leipzig. Del 1948 al 1954 va treballar com a professor a la Universitat de Leipzig. Va fundar el Departament d'Educació Musical (avui: Institut d'Educació Musical) a la Facultat d'Educació ibid. Va tenir diverses actuacions amb el "Collegium Musicum". Schachtebeck es va convertir en membre de l'Associació de músics alemanys el 1933. Va ser membre de la Societat d'Amistat Alemany-Soviètica i de la Kulturbund der DDR. Des del 1946 era membre de la SED i des del 1946 de la FDGB.